# Dendronephthya nipponica
Dendronephthya nipponica är en korallart som beskrevs av Huzio Utinomi 1952. Dendronephthya nipponica ingår i släktet Dendronephthya och familjen Nephtheidae. Inga underarter finns listade i Catalogue of Life.